# Pépinières Desmartis
Les Pépinières Desmartis sont une entreprise française de production de plantes, basée à Bergerac, célèbre notamment pour la promotion d’arbustes décoratifs du genre Lagerstroemia.

## Histoire
On date la fondation de l’entreprise à 1874, année où le pépiniériste Eugène Desmartis épouse mademoiselle Perdoux, elle-même issue d’une lignée de pépiniéristes opérant à Bergerac depuis le début du XIXe siècle. C’est aux Perdoux que l’on doit le Jardin Perdoux, aujourd’hui rebaptisé Parc municipal Jean-Jaurès.
Dans les années 1920, André et Jacques Desmartis, fils et petit-fils d’Eugène, s’intéressent aux arbustes du genre Lagerstroemia et commencent à en produire différentes variétés. Ce « Lilas des Indes » est un arbuste asiatique, en fait originaire de Chine, à la floraison tardive très décorative, et qui présente par ailleurs l’avantage d’être non-gélif et résistant à la sécheresse et à la pollution. Il est maintenant planté comme arbre d’alignement dans de nombreuses villes de France. Les variétés de « Lagerstroemia des zones tempérées » produites par Desmartis sont reconnues comme Collection nationale par le Conservatoire des collections végétales spécialisées (CCVS).
Les Pépinières Desmartis occupaient 7 hectares en 1949. En 2022, elles en occupent plus de 300 sur Bergerac, Saint-Laurent-des-Vignes et Saint-Nexans, dont 65 hectares de cultures hors sol (en pots), 100 hectares de pépinières en pleine terre, et 100 hectares de terrain réservé à des rotations de culture,. Elles proposent une gamme de plus de 4 500 arbres et arbustes, et produisent chaque année plus de 1,7 million de plants.
Dans les années 1980, l'entreprise se lance dans l'activité « parcs et jardins », réalisant notamment le terrain de football de Clairefontaine. Elle se sépare de cette activité en 1988 et dépose le bilan l'année suivante. Elle est reprise par un groupe britannique qui revend aussitôt les jardineries à la famille Conte, propriétaire de Jardiland. Après un deuxième dépôt de bilan en 1993, la famille Conte reprend également les pépinières,. En 2014, Jardiland, conservant le magasin de jardinerie, revend les pépinières Desmartis aux deux principaux cadres, le directeur général Pierre Chassagne et le directeur commercial Dominique Audy,.
En 2023, les Pépinières Desmartis se dotent d’une serre solaire de trois hectares, couverte de panneaux photovoltaïques. Cette même année, la société affiche un chiffre d'affaires de 15 millions d'euros et en 2024, elle « emploie une centaine de salariés dont 80 permanents ».